# دوگی رت
دوگی رت (به لاتین: Dugi Rat) یک منطقهٔ مسکونی در کرواسی است که در شهرستان اسپلیت-دالماسی واقع شده‌است. دوگی رت ۷٬۰۹۲ نفر جمعیت دارد.